# Euseius ucrainicus
Euseius ucrainicus är en spindeldjursart som först beskrevs av Kolodochka 1979.  Euseius ucrainicus ingår i släktet Euseius och familjen Phytoseiidae. Inga underarter finns listade i Catalogue of Life.